# Hektor-Eisfall
Der Hektor-Eisfall ist ein 8 km langer und bogenförmiger Gletscherbruch an der Südküste von King George Island im Archipel der Südlichen Shetlandinseln. Er liegt am Kopfende der Sherratt Bay.
Das UK Antarctic Place-Names Committee benannte ihn 1960 nach der Hektor Whaling Company, einem britischen und von 1912 bis 1931 auf Deception Island niedergelassenen Walfangunternehmen, dessen Schiffe hauptsächlich in den Gewässern um die Südlichen Shetlandinseln operierten.